# ZUN
Jun'ya Ōta (太田 順也, Ōta Jun'ya), conhecido profissionalmente como ZUN, é um desenvolvedor de jogos, compositor e responsável pela série de jogos Touhou Project. Ele publicou os jogos através de seu grupo doujin Team Shanghai Alice, do qual é o único membro.
ZUN já trabalhou na empresa Taito Corporation em 1998 e esteve envolvido em alguns jogos, mas saiu por insatisfação em 2007.
Ele também é conhecido como Hakurei Kannushi (博麗神主), que também é o nome da sua conta no Twitter.

## Vida pessoal
ZUN nasceu em 18 de março de 1977 (47 anos) em Hakuba, Nagano e graduou-se na Universidade Tokyo Denki. Na época, ele morava em Ebina, Kanagawa. Seu atual endereço é desconhecido. Ele descreveu-se como uma "criança comum do interior".
O primeiro interesse de ZUN em desenvolver videogames surgiu durante seus anos de ensino médio. Enquanto a maioria dos jogos de tiro utiliza temas militares ou de ficção científica, ZUN queria um jogo com uma personagem principal miko e uma estética xintoísta. ZUN fazia parte do clube de orquestra de sua escola e originalmente queria criar músicas para videogames. Como ele não conhecia ninguém que estivesse fazendo jogos onde pudesse colocar suas músicas, ele decidiu criar seus próprios jogos para esse propósito. Por volta de 2001, ele se inscreveu no Comiket como um grupo de música sob o nome de Shanghai Alice Ensemble, mas foi rejeitado.
Ele confirmou em entrevista que já compunha suas músicas desde a escola secundária, e aprendeu a tocar o Electone (que foi dado pelos seus pais) e o trompete (como parte de um grupo de instrumentos de sopro) desde a escola primária.
ZUN gosta de cerveja, e disse que bebe uma vez por dia. Ele criou sua própria cerveja (às vezes chamada de ZUN Beer), e deu opiniões sobre cervejas em uma revista japonesa. Sua marca favorita é Kirin.  Ele disse numa entrevista que que sua maior ambição é abrir uma cervejaria.
ZUN é casado com uma desenvolvedora de jogos mobile que conheceu em 2004. O casamento aconteceu em uma cerimônia em 2012. É pai de um filho e uma filha.